# Colegiata de la Asunción de la Santísima Virgen María en Głogów

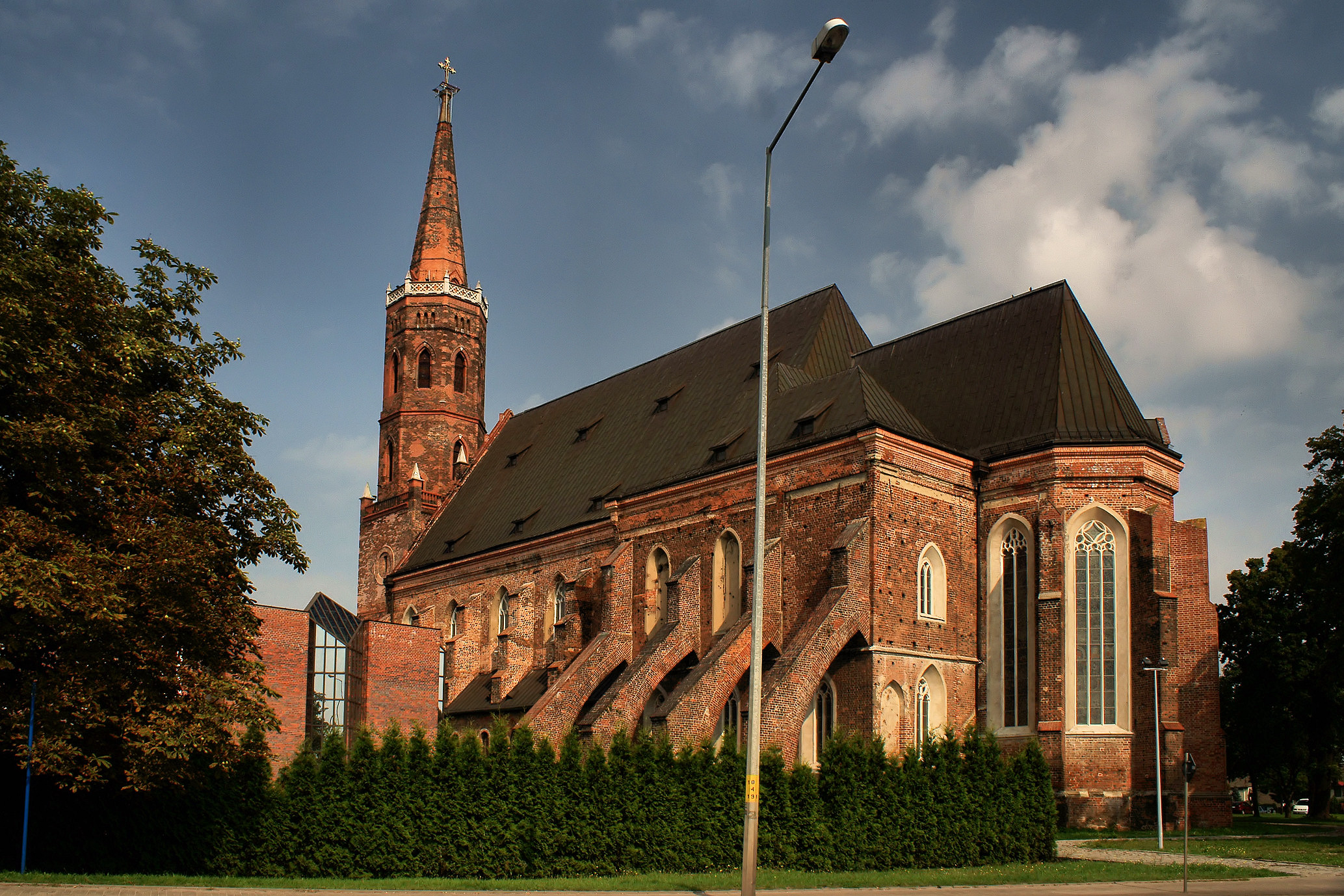
La Colegiata

La colegiata bajo la advocación de la Asunción de la Santísima Virgen María en Głogów es una iglesia situada en la parroquia de la Asunción de la Santísima Virgen María, diócesis de Zielona Góra y Gorzów. Se eleva sobre el barrio más antiguo de Głogów - Ostrów Tumski. En la actualidad, está bajo la reconstrucción tras los daños de la Segunda Guerra Mundial. Es una de las iglesias más antiguas de Silesia y la colegiata más antigua de Silesia. Sus orígenes se remontan a los primeros Piastas.

## Historia
Las investigaciones arqueológicas llevadas a cabo en la década de 1960 bajo la supervisión del profesor Tadeusz Kozaczewski descubrieron los restos de dos templos de piedra de una sola nave en el interior de la colegiata, cuya construcción se asocia al periodo de los reinados de Boleslao II el Temerario y Boleslao III de Polonia. En 1120, la iglesia fue elevada al rango de colegiata con motivo de la fundación del capítulo de canónigos de Głogów por el príncipe Wojsław. Entre sus miembros estaba Juan de Głogów, astrónomo, teólogo y filósofo, maestro de Nicolás Copérnico. En 1262 fue construida una basílica tardorrománica de tres naves. Sus restos son visibles en los muros de la iglesia hasta hoy en día (por ejemplo, las semicolumnas del arco, las ventanas y los detalles del presbiterio). En los años 1413-1466 la iglesia fue ampliamente reconstruida en una forma que ha sobrevivido con pequeños cambios hasta la actualidad. Se creó entonces una sala gótica de tres naves con varias capillas. En el siglo XVIII, el interior fue barroco. La torre neogótica de 75 metros de altura se construyó en los años 1838-1842, tras el derrumbe de la torre más antigua. Su parte superior está decorada con una cruz dorada de 5 m de altura.
Como resultado de la destrucción de la colegiata durante la Segunda Guerra Mundial, la obra maestra de la pintura de Lucas Cranach el Viejo de 1518 que representa a María con el Niño, la llamada Madonna de Głogów, fue sacada de Głogów en 1943 a Wrocław, y luego a Henryków, Lądek-Zdrój, de donde fue depositada en 1945 por un mayor ruso Mosiev. Durante los años siguientes se la ha considerado perdida. No fue hasta 2003 cuando se descubrió que la obra estaba en posesión del Museo Pushkin de Moscú.

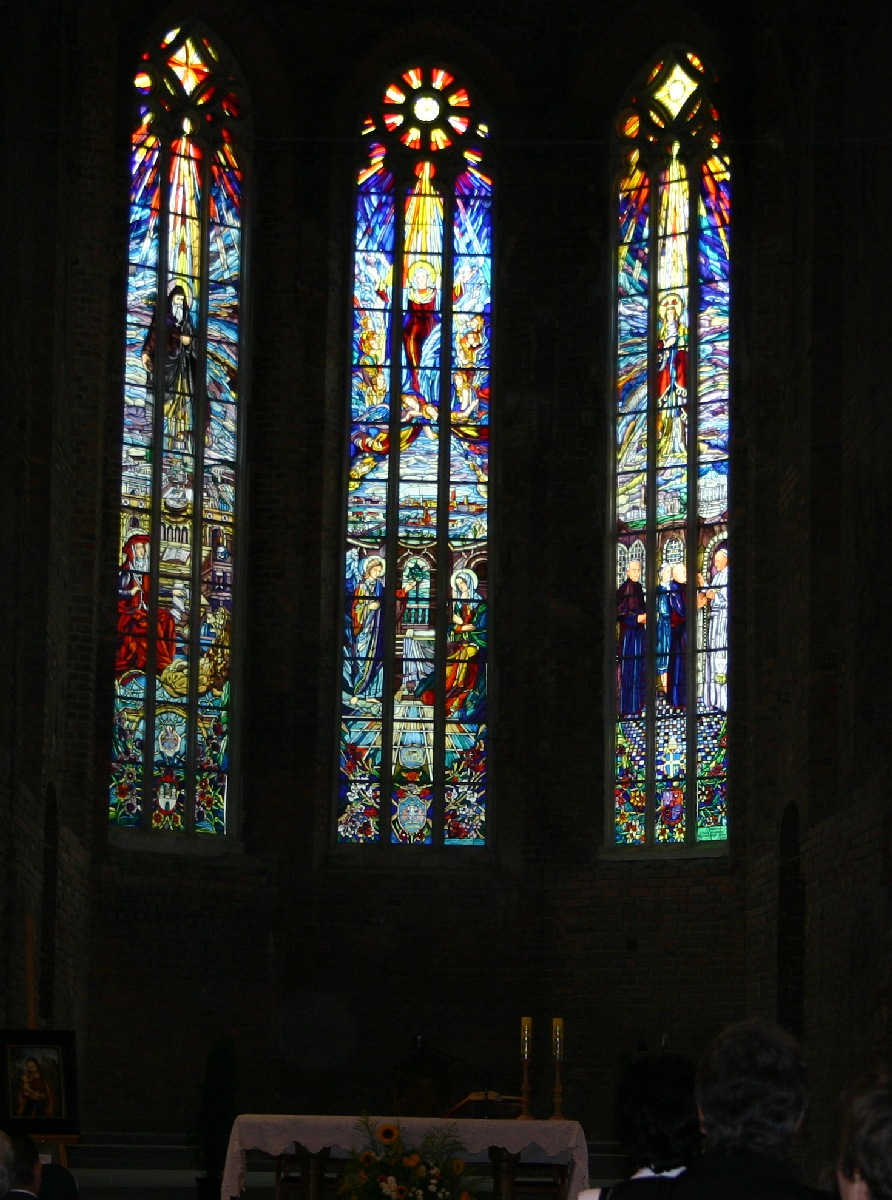
Vitrales de la Colegiata

En una cripta especialmente construida, dentro de la colegiata, se pueden admirar las reliquias de un templo románico del siglo XII, que posiblemente recuerda la defensa de Głogów en 1109.

### Reconstrucción
La reconstrucción de la colegiata comenzó en 1988 por iniciativa del prelado Ryszard Dobrołowicz, párroco de parroquia bajo la advocación de Santa María Reina de Polonia en el barrio de Kopernik de Głogów. En el período inicial, las obras se llevaron a cabo principalmente con fondos propios de la parroquia, y posteriormente con diversas subvenciones y aportaciones, entre otras, de la Fundación para la Cooperación Polaco-Alemana. La primera misa desde la Segunda Guerra Mundial se celebró el último domingo de mayo de 1999. La puerta de bronce de la colegiata de Głogów fue hecha por Czesław Dźwigaj.

### Restauración de la Colegiata
La renovación está en curso, y hasta ahora se han llevado a cabo varias obras de restauración, como la reparación de los muros de la sección del presbiterio, la ordenación del interior con pilares estilizados, la colocación de un subsuelo que se asemeja al original, la estilización de la cripta románica para convertirla en una reserva arqueológica, y la restauración de los frescos de las capillas laterales y de la bóveda.

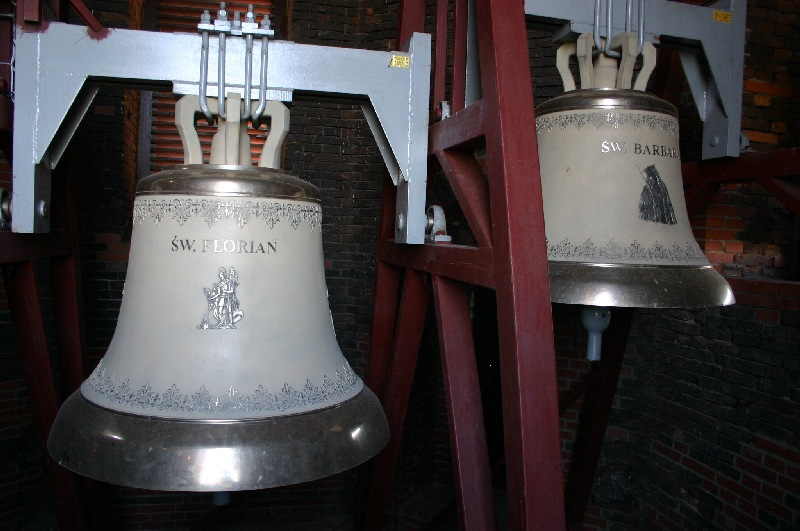
Campanas en la Colegiata

Se instalaron vitrales diseñadas por Czesław Dźwigaj. Hay tres vidrieras en el presbiterio:
- la del medio, que representa la Anunciación y la Asunción de la Virgen María
- la de la izquierda con dos imágenes de San Jerónimo
- la de la derecha, que representa a los fundadores de los Trabajadores Silenciosos de la Cruz

A la izquierda del presbiterio, en la Capilla de María, los vitrales representan imágenes de la Virgen María de santuarios polacos, mientras que en la pared oriental hay un vitral que representa al obispo Wilhelm Pluta. Las otras ventanas están dominadas por imágenes de santos.
El 1 de julio de 2006 se pudieron escuchar por primera vez tres nuevas campanas. Florian, Barbara y Sophia interpretaron el intervalo musical especialmente compuesto Te Deum. Se instalaron a una altura de cincuenta metros donde termina el cuerpo cuadrado de la Torre de la Colegiata. Las campanas pesan aproximadamente: Florian - 1500 kg, Barbara - 1000 kg, Sophia - 750 kg. Cada campana toca un tono diferente: la mayor - ES' la media – F y la menor - G'.
El 27 de septiembre de 2020, con motivo de la celebración del 900 aniversario de la Colegiata, el obispo Tadeusz Lityński restableció el capítulo de Colegiata en Głogów.

## El Camino de Santiago
En la Colegiata se juntan dos etapas del camino de peregrinación a la tumba de Santiago de Compostela en España: la de Wielkopolskie y la de Dolny Śląsk.
Junto a la Colegiata se encuentra el Centro de Atención Pastoral a los Enfermos. La cuidan los Trabajadores Silenciosos de la Cruz.